# Edestus
Edestus es un género extinto de peces cartilaginosos del orden Eugeneodontiformes, conocido a partir de restos fósiles del Carbonífero Superior (Pensilvaniense) del Reino Unido, Rusia y los Estados Unidos. Muchos de los restos consisten en estructuras curvadas aisladas o "frondas" erizadas de dientes, que en vida se situaban dentro de las mandíbulas. Edestus es un nombre derivada de la palabra griega edeste (devorar), en referencia a las extrañas cualidades y el tamaño de los dientes de este género. La especie más grande, E. heinrichi, ha sido estimado en forma conservadora en un tamaño mayor a los 6.7 metros de longitud, un tamaño cercano al del mayor gran tiburón blanco.
Como sus otros parientes, tales como Helicoprion, y a diferencia de los tiburones modernos, las especies de Edestus desarrollaban sus dientes en las estructuras curvas o "frondas". En el caso de Edestus, solo aparecía una fila de dientes en la zona media de cada mandíbula, dándole a Edestus una apariencia que ha sido descrita como la de un "tiburón con dientes de tijera". El grado de la curvatura de las fondas dentadas, junto con su tamaño, son diferentes en cada especie.

## Historia del descubrimiento
Edestus fue descrito por primera vez por Joseph Leidy en 1856. La especie es Edestus vorax, cuyo espécimen holotipo (ANSP 9899) es muy fragmentario y de procedencia geográfica y estratigráfica es incierta, la cual fue reportada del condado de Muskogee, Oklahoma en Estados Unidos, aunque esto se ha cuestionado. En 1855 Edward Hitchcock presentó un espécimen de Edestus en un encuentro de la Asociación Estadounidense para el Avance de la Ciencia en Providence (Rhode Island); el ejemplar, una fronda con dientes había sido hallado originalmente en el condado de Parke en Indiana. El espécimen fue dado en préstamo al famado anatomista británico Richard Owen en 1861, quien refirió dicho espécimen a Edestus y sugirió que era una espina de una aleta. Edestus minor fue descrito en 1866 por John Strong Newberry con base en el espécimen AMNH FF477, una única corona dental que carece de la mayor parte de la raíz y fue hallado en el condado de Posey, Indiana. Edestus heinrichi fue descubierto en 1870 por Newberry y Amos Henry Worthen a partir de un espécimen ahora perdido hallado en Illinois. Edestus triserratus fue descrito en 1904 por Edwin Tulley Newton, a partir del espécimen GSM 31410, el cual fue hallado en los yacimientos de carbón de Staffordshire, en Inglaterra, consistiendo en un diente parcial que carece del ápice de la corona. Oliver Perry Hay en 1912 fue el primero en describir una pareja asociada de frondas superior e inferior (USNM V7255), hallada en una mina de carbón cerca de Lehigh (Iowa), la cual él asignó a la nueva especie Edestus mirus, que se considera como un sinónimo de Edestus minor. También se conocen especímenes de Edestus de la Cuenca de Moscú en la Plataforma de Europa Oriental. Edestus karpinskii fue descrito por A.B. Missuna en 1908 a partir de restos encontrados cerca de Kolomna, alrededor de 100 kilómetros al sureste de Moscú. Edestus minusculus fue descrito por Hay en 1912 de un espécimen descrito originalmente por Alexander Karpinsky como Edestus cf. minor el cual fue hallado en la cantera de Myachkova, cerca de Moscú.

## Descripción

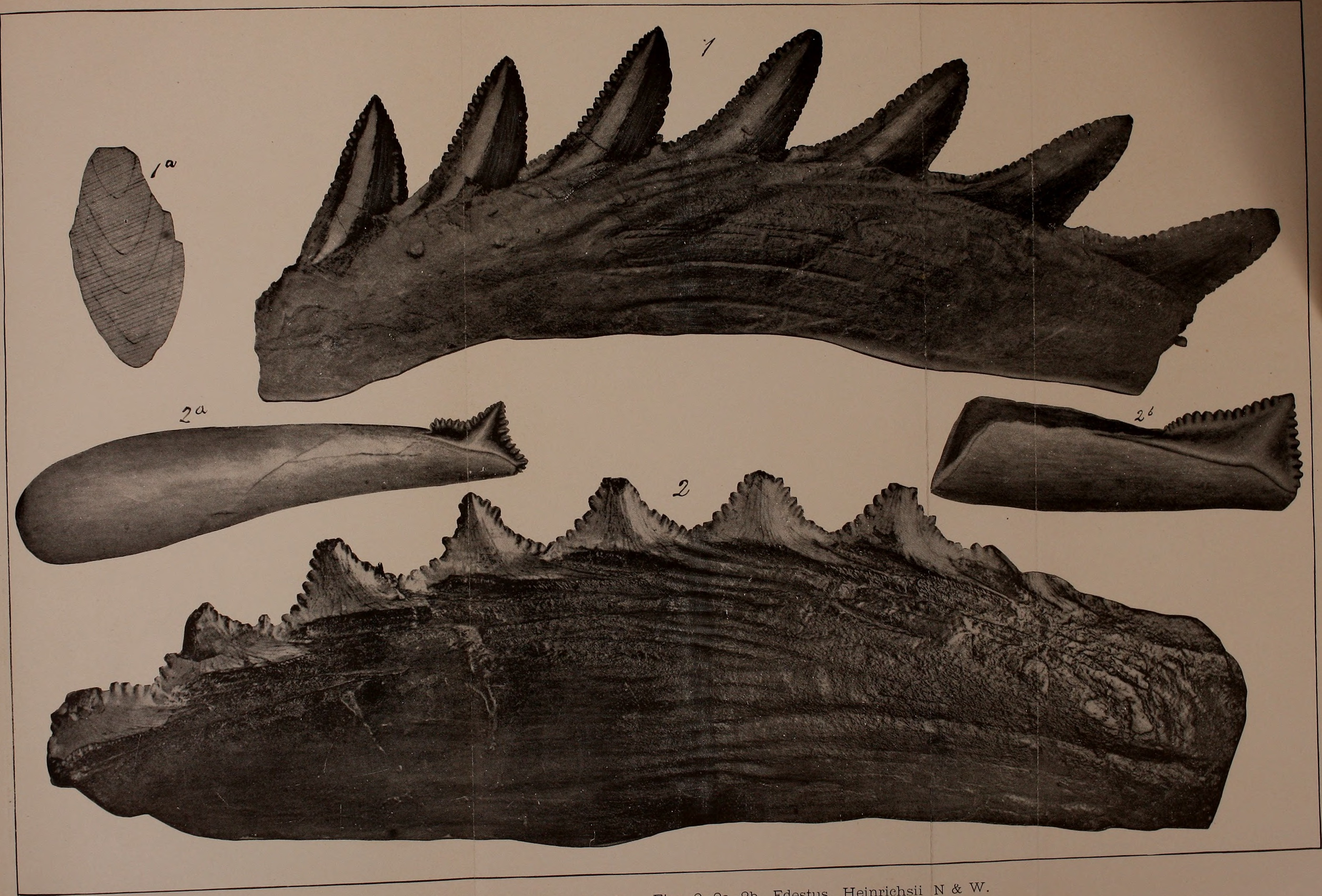
Frondas dentales de Edestus así como dientes aislados y raíces

Las frondas de Edestus se componen de numerosos dientes aserrados que tienen largas raíces en forma de V que se apilan uno sobre otro de forma similar a las piezas de un tejado. Más de una docena de dientes estaban presentes en cada fronda en un momento dado. Los dientes crecían en la zona posterior de la fronda, y migraban gradualmente hacia adelante a través de la fronda, antes de ser eyectados en el extremo frontal (anterior). El animal puede haber tenido más de 40 dientes en cada fronda a lo largo de su vida. Las frondas superior e inferior tienen morfologías distintas, teniendo la inferior un mayor grado de curvatura.

Reconstrucción del cráneo de E. heinrichi

Como ocurre con muchos peces cartilaginosos, el material preservado del esqueleto es escaso, dado que el cartílago del que se compone tiene poco potencial para la fosilización. Aun así, se han reportado varios especímenes de Edestus con restos craneales, siendo el más importante FMNH PF2204, un espécimen aplastado de un juvenil, probablemente correspondiente a E. heinrichi, el cual preserva tanto las piezas dentales superior e inferior en asociación con el condrocráneo bien preservado y las mandíbulas. El cartílago de Meckel en la mandíbula tenía aproximadamente 1.5 veces la longitud de la fronda inferior, y el extremo de dicha fronda se extendía más allá del borde del cartílago de Meckel. Este cartílago a su vez se articulaba con un delgado hueso cuadrado a través de un alvéolo en el cartílago de Meckel que se articulaba con un proceso en el cuadrado. El cuadrado en su otro extremo se articulaba con el proceso ótico del condrocráneo, la estructura que alojaba el cerebro y los órganos sensoriales. La fronda superior se sostenía rígidamente entre dos placas del cartílago del palatino, el cual en su extremo frontal tenía una forma en creciente, encajando con la curvatura de la fronda dental superior, mientras que esta se extendía más allá del cartílago. El condrocráneo estaba encapsulado en una placa dorsal a modo de escudo.
No se conocen restos del postcráneo de Edestus. Sin embargo, la forma del cuerpo puede ser estimada a través de los restos del cuerpo que se han descubierto en algunos otros eugeneodontes. Los eugeneodontes con postcráneos preservados incluyen caseodontoideos del Carbonífero Superior al Triásico, de los géneros Caseodus, Fadenia y Romerodus.
Estos taxones tenían un cuerpo fusiforme (aerodinámico, en forma de torpedo), con aletas pectorales triangulares. Tienen una única aleta dorsal grande de forma triangular sin espina, y una aleta caudal bifurcada la cual parece haber sido homocercal (con dos lóbulos de igual tamaño). Este plan corporal general es compartido con peces depredadores activos de mar abierto tales como el atún, el pez espada y los tiburones lámnidos. Los eugeneodontes además carecían de aletas pélvicas y anales, y al juzgar por Romerodus, ellos habrían tenido amplias quillas a lo largo de los costados del cuerpo hasta llegar a la aleta caudal. Fadenia habría tenido cinco hendiduras bien expuestas  para las branquias, posiblemente con una sexta hendidura vestigial. No hay evidencia de que tuvieran la cesta branquial especializada y el opérculo carnoso presente en los actuales quimeriformes. El cráneo de FMNH PF2204 mide alrededor de 25 centímetros de longitud, y las frondas dentales superior e inferior asociadas tiene  longitudes de 10.4 y 8 centímetros respectivamente. Los individuos más grandes de E. heinrichi tienen una fronda superior de 32 centímetros de largo y la inferior de 43 centímetros de longitud. La longitud mínima estimada para estos individuos con base en la alometría es de alrededor de 77 y 134 centímetros respectivamente. Con base en una proporción de longitud de cuerpo a cabeza de 5:1, se sugiere que los mayores individuos de E. heinrichi podían alcanzar longitudes totales de 6.7 metros.

## Paleobiología

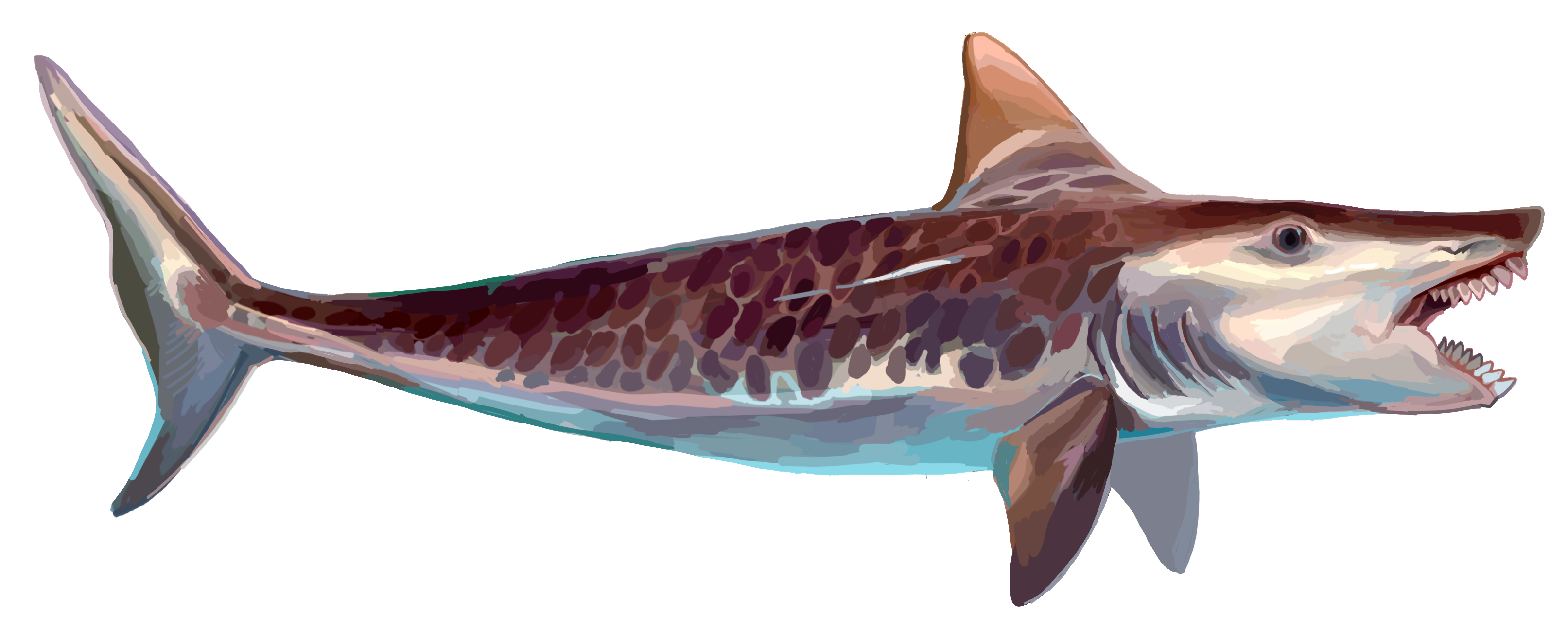
Recreación artística de Edestus heinrichi

Debido a la naturaleza inusual de las frondas dentales y la carencia histórica de material craneano, se propusieron varias hipótesis sobre cómo funcionaban estas estructuras. Las primeras hipótesis sugirieron que eran ciertamente dientes o que eran espinas defensivas localizadas en las aletas. Wayne M. Itano propuso que las frondas se disponían de forma vertical para destazar presas. En la descripción del material craneano de Edestus, Tapanila y colaboradores (2018) determinaron que las frondas dentales funcionaban como herramientas efectivas para asir y cortar presas de cuerpo blando. Las mandíbulas de Edestus operaban en un sistema de dos engranajes, involucrando la doble articulación del hueso cuadrado que permitía movimientos hacia adelante y hacia atrás de la mandíbula, de modo similar a la estreptostilia vista en los actuales reptiles escamosos, con una fuerza de salida de 1,907 newtons. Durante la aproximación a la presa, los músculos aductores halarían el cartílago de Meckel hacia arriba y hacia adelante para cerrar la mandíbula, causando que cada diente hiciera cortes de cerca de tres veces su propia longitud, y empujando más a la presa dentro de los dientes de la fronda superior. Durante la posterior apertura de la mandíbula el cartílago de Meckel se movía hacia atrás y hacia abajo por los músculos aductores, causando más cortes.

## Especies y distribución

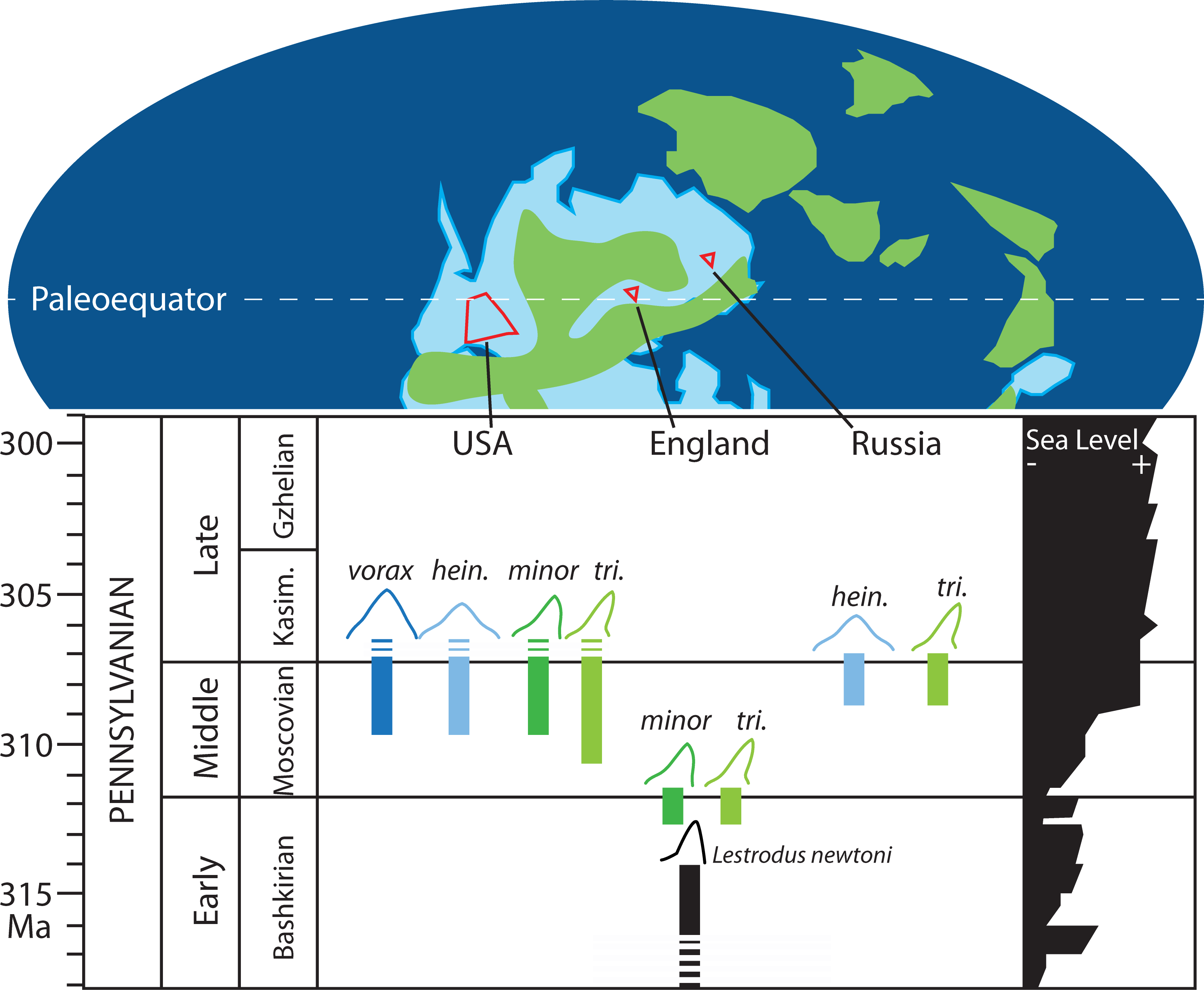
Cronología, paleogeografía y morfología dental de las especies de Edestus

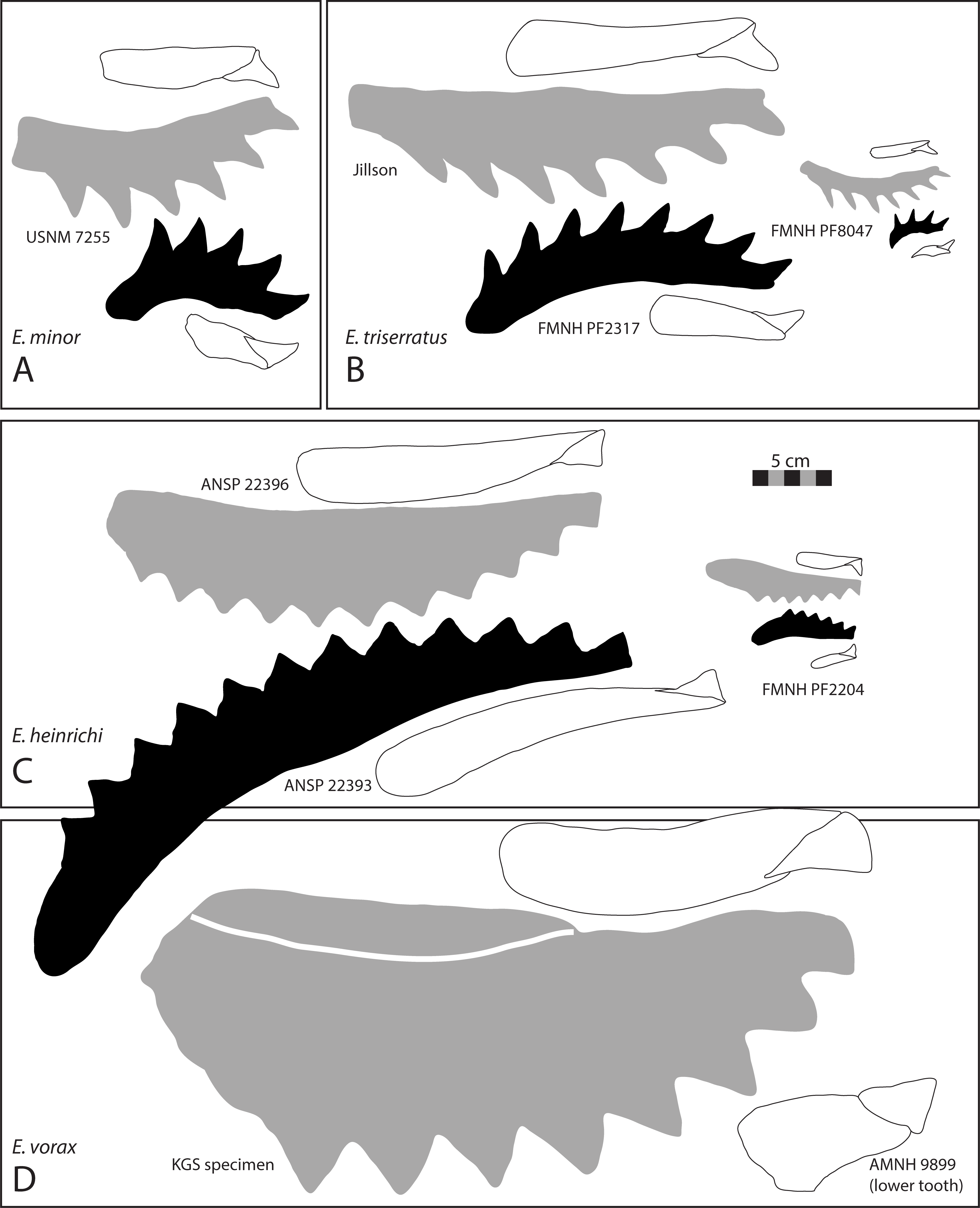
Comparación de las cuatro especies de Edestus

Se han nombrado 13 especies de Edestus, pero un análisis morfométrico publicado en 2019 consideró que solo 4 de ellas son válidas, las cuales abarcan un intervalo de seis millones de años en el Carbonífero Superior (hace 313-307 millones de años). La especies de Edestus se dividen en dos grupos, aquellas que tienen coronas dentales asimétricas que se inclinan hacia adelante, y las de coronas simétricas. Las especies más antiguas conocidas son de finales de la época del Bashkiriense del Reino Unido, apareciendo primero en Rusia y Estados Unidos durante el Moscoviense, en correspondencia con un incremento en el nivel del mar. Estas localidades se situaban en latitudes tropicales paleoecuatoriales. Muchos de los restos de Edestus se han encontrado en esquistos marinos que se superponen a depósitos de carbón de pantanos como resultado de eventos de transgresiones marinas.
Coronas asimétricas
- E. triserratus Newton, 1904  (sinónimos: Edestus minusculus Hay, 1909, Edestodus kolomnensis (Lebedev, 2001)) Bashkiriense superior a Moscoviense, de Estados Unidos, Reino Unido y Rusia. Se distingue por tener coronas triangulares obtusas que se estrechan en un ápice "en forma de bala", los dentículos son finos y la raíz es proporcionalmente más larga que la fronda superior de E. minor  y tiene una base grande y recta, mientas que la fronda inferior es delgada y más curvada.
- E. minor Newberry en Newberry y Worthen, 1866  (sinónimos: E. mirus Hay, 1912 E. pringlei Watson, 1930) Bashkiriense superior a Moscoviense, en Estados Unidos y Reino Unido, se distingue de las otras especies por sus coronas ahusadas y romas con finos dentículos con una fronda inferior muy curvada

Coronas simétricas
- E. heinrichi Newberry y Worthen, 1870  (sinónimos: E. protopirata Trautschold, 1879, Protopirata centrodon Trautschold, 1888, E. karpinskyi Missuna, 1908, E. crenulatus Hay, 1909, E. serratus Hay, 1909) Moscoviense de Estados Unidos y Rusia, se caracteriza por tener coronas con una forma triangular aguda, con un borde posterior levemente más largo que el anterior, con dentículos gruesos, y raíces largas y rectas en la fronda superior, levemente curvadas en la fronda inferior
- E. vorax Leidy, 1856 (sinónimo: E. giganteus Newberry, 1889) Moscoviense del  Estados Unidos que se diferencia por sus coronas con una forma triangular aguda, un borde posterior levemente más largo, dentículos muy gruesos, raíces que se extienden profundamente en la corona dental, y un ángulo intermedio del ápice

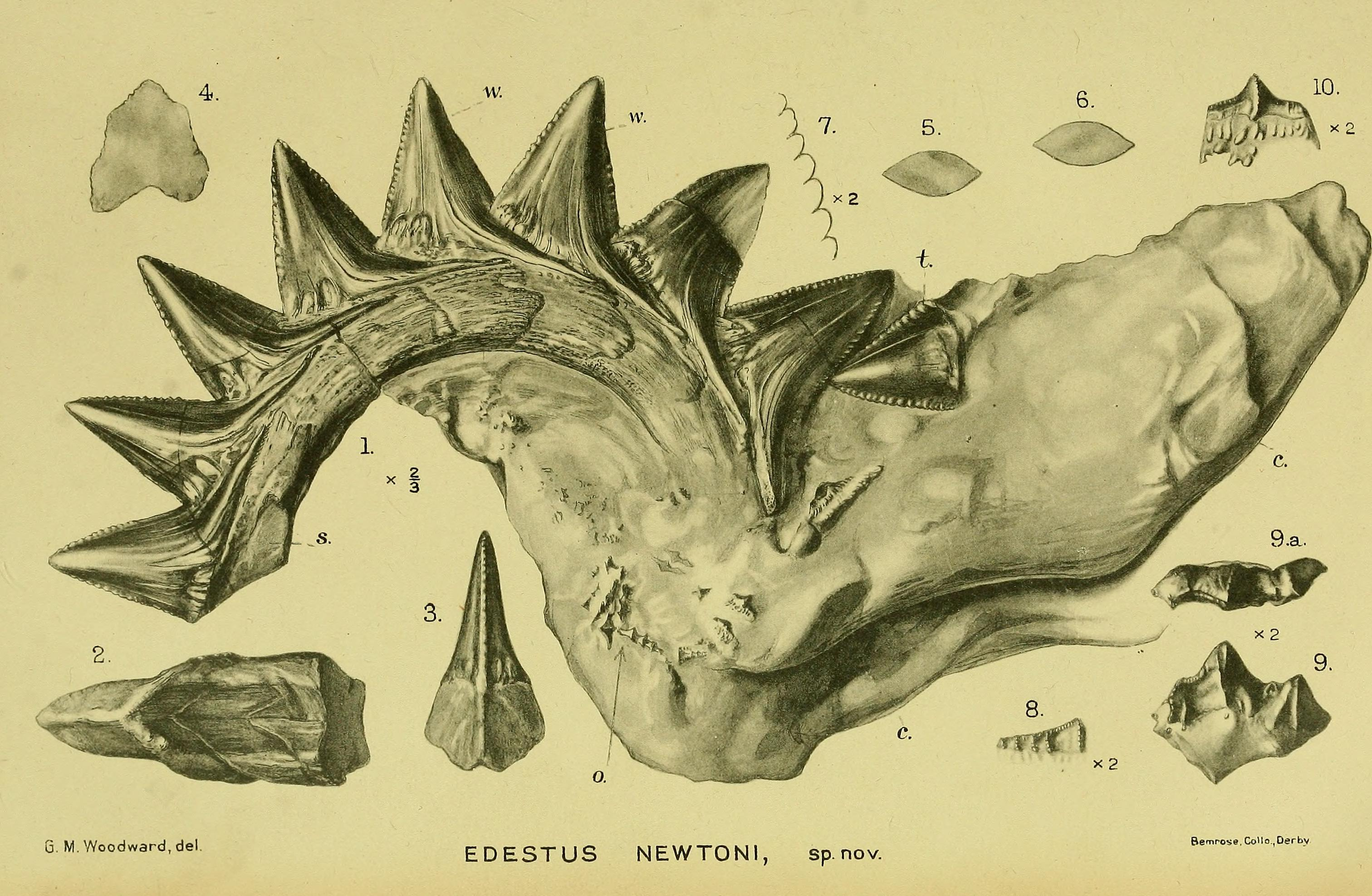
Fronda dental de Edestus newtoni, la cual está mucho más curvada que en otros miembros de Edestus

Edestus newtoni, descrito por Arthur Smith Woodward en 1916 de restos de "Millstone Grit" en Yorkshire, Reino Unido, tenía una curvatura más pronunciada de la fronda que en las otras especies de Edestus, y en ocasiones ha sido situado en su propio género, Lestrodus. La clasificación en un género separado es apoyada por la carencia de una protuberancia convexa opuesta a las coronas dentales, la cual aparece en todas las demás especies de Edestus.